# Ponce de Trípoli

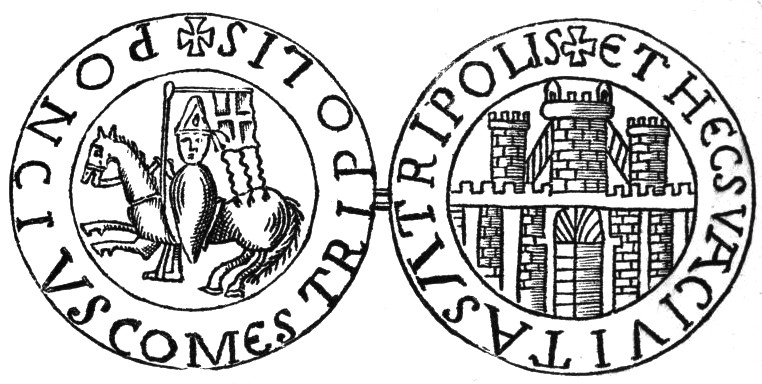
Moneda de Ponce de Trípoli

Ponce de Trípoli (1097 o 1098-1137), sucedió a su padre como conde de Trípoli de 1112 hasta su muerte. Era hijo de Beltrán de Tolosa y de Elena de Borgoña.
Al morir sin descendencia en 1112, Tancredo de Galilea le hizo prometer que se casaría con su viuda, Cecilia de Francia, hija de Felipe I de Francia y Bertrada de Montfort, ofreciendo como dote algunas fortalezas. En 1115, esta boda también ayudó a reconciliar los cruzados normandos y provenzales que se habían opuesto en dos facciones durante el cerco y toma de Antioquia. Con Cecilia, tuvo la siguiente descendencia:
- Raimundo II de Trípoli (1116-1152).
- Felipe (1126-1142).
- Inés (m. antes de marzo de 1183), casada con Reinaldo II, señor de Marqab.

En 1118, Ponce se alió al recién electo Balduino II de Jerusalén, y al año siguiente ambos marcharon hacia el norte en dirección al Principado de Antioquía, para auxiliar Roger de Salerno contra una invasión musulmana del emir de Mardin. Roger decidió no aguardar la llegada de los refuerzos y fue muerto, junto con la mayoría de su ejército en la Batalla de Ager Sanguinis.
Ponce ayudó al recién rescatado del cautiverio Balduino II a tomar Tiro en 1124, una de las últimas ciudades costeras de la región en manos musulmanas. Contaron en ese asedio con la ayuda de los venecianos llegados a Tierra Santa en su auxilio, la conocida como cruzada veneciana. Al año siguiente participó de la victoria cruzada en la Batalla de Azaz, que ayudó a recuperar mucha de la influencia que los cristianos habían perdido desde Ager Sanguinis. Si Bohemundo II de Antioquía y Joscelino I de Edesa no hubieran entrado en conflicto uno contra el otro después de esta batalla, tal vez Balduino hubiera conseguido atacar Alepo; pero poco tiempo después esta ciudad y Mosul se unieron bajo el mando del atabeg Zengi, en 1128.
Balduino murió en 1131, siendo sucedido por su hija Melisenda y por su esposo Fulco V de Anjou. Alicia de Antioquía, la hermana de Melisenda que fue exiliada de su principado por el anterior rey de Jerusalén, volvió a tomar el control de Antioquía. Se aliaron Ponce y Joscelino II de Edesa para atacar a Fulco en 1132; Fulco y Ponce se enfrentaron en la breve batalla de Rugia, perdida por Trípoli, y cuando acabaron por acordar una paz, Alicia fue una vez más exiliada.
En 1133 Ponce fue cercado en su castillo de Montferrand por Zengi, y Cecilia de Francia apeló a su medio hermano materno Fulco para que le ayudara. El musulmán abandonó este cerco pero, al volver en marzo de 1137, aprisionó y ejecutó Ponce, que fue sucedido por su hijo Raimundo II.